# Вершниця (Базарський район)
Вершниця (пол. Wersznica, рос. Вершница) — колишній хутір у Народицькій і Христинівській волостях Овруцького повіту Волинської губернії та Звіздальській сільській раді Народицького та Базарського районів Коростенської округи.

## Населення
Наприкінці 19 століття кількість населення становила 47 осіб, дворів — 5.
У 1906 році у поселенні налічувалося 58 мешканців, дворів — 8, у 1923 році, разом із х. Уманці — 136 осіб, дворів — 18.

## Історія
У другій половині 19 століття — сільце Народицької волості Овруцького повіту Волинської імперії. Розміщувалося за 9 верст південно-східніше від Народич, належало до православної парафії у Народичах.
Наприкінці 19 століття — сільце Христинівської волості Овруцького повіту Волинської губернії.
У 1906 році — хутір Христинівської волості (1-го стану) Овруцького повіту Волинської губернії. Відстань до повітового центру, м. Овруч, становила 34 версти, від волосного центру, с. Христинівка — 8 верст. Найближче поштово-телеграфне відділення розміщувалося в Овручі.
У 1923 році включений до складу новоствореної Звіздальської сільської ради, яка, 7 березня 1923 року, увійшла до складу новоутвореного Народицького району Коростенської округи. Розміщувався за 7,5 версти від районного центру, містечка Народичі, та 4 версти — від центру сільської ради, с. Звіздаль. 25 січня 1926 року Звіздальську сільську раду передано до складу Базарського району Коростенської округи. Станом на 17 грудня 1926 року значився у підпорядкуванні Звіздальської сільської ради Базарського району.
Знятий з обліку населених пунктів до 1 жовтня 1941 року.